# Olios erroneus
Olios erroneus är en spindelart som beskrevs av Octavius Pickard-Cambridge 1890.
Olios erroneus ingår i släktet Olios och familjen jättekrabbspindlar. Inga underarter finns listade i Catalogue of Life.